# OR6C65
OR6C65 (англ. Olfactory receptor family 6 subfamily C member 65) – білок, який кодується однойменним геном, розташованим у людей на 12-й хромосомі. Довжина поліпептидного ланцюга білка становить 312 амінокислот, а молекулярна маса — 35 198.
| 10         |  | 20         |  | 30         |  | 40         |  | 50         |
| ---------- |  | ---------- |  | ---------- |  | ---------- |  | ---------- |
| MPNMTSIREF |  | ILLGFTDNPE |  | LQVVIFFFML |  | ITYLLSVSGN |  | MIIIMLTLSN |
| IHLKTPMYFF |  | LRNFSFLEIS |  | FTTVFIPRFL |  | INIATGDTTI |  | SYNASMAQVF |
| FLILLGSTEF |  | FLLAVMSYDR |  | YVAICKPLHY |  | TTIMSNKVCN |  | WLVISSWLAG |
| FLIIFPPVIM |  | GLQLDFCDSS |  | TIDHFICDSS |  | PMLLIACTDT |  | QFLELMAFLL |
| AVFTLMVTLA |  | LVVLSYTLIL |  | KTILKIPSAQ |  | QRKKAFSTCS |  | SHMIVVSVSY |
| GSCIFMCVKT |  | SAKEGMALSK |  | GVAVLNTSVA |  | PMLNPFIYTL |  | RNQQVKQALR |
| EFTKKILSLN |  | KQ         |  |            |  |            |  |            |

A: Аланін

C: Цистеїн

D: Аспарагінова кислота

E: Глутамінова кислота

F: Фенілаланін

G: Гліцин

H: Гістидин

I: Ізолейцин

K: Лізин

L: Лейцин

M: Метіонін

N: Аспарагін

P: Пролін

Q: Глутамін

R: Аргінін

S: Серин

T: Треонін

V: Валін

W: Триптофан

Кодований геном білок за функціями належить до рецепторів, g-білокспряжених рецепторів, білків внутрішньоклітинного сигналінгу. 
Локалізований у клітинній мембрані, мембрані.